# Mou (Denemarken)
Mou is een plaats in de Deense regio Noord-Jutland, gemeente Aalborg. De plaats telt 1100 inwoners (2019). Mou is onderdeel van de gelijknamige parochie.
Rond 1300 werd de kerk van Mou gebouwd. In 1345 wordt de plaats vermeld als Moo. In de 16e eeuw ontwikkelde Mou zich als vissersdorp dankzij de haringvangst. De Deense koning beschikte er over faciliteiten om de gevangen haring in het zout in te leggen en te verkopen; hiermee werden de kosten van het hof en de oorlogsvloot betaald.
In 1682 bestond Mou uit 27 woningen, waarvan 21 boerderijen. In 1875 beschikte het dorp over een school en een molen; rond de eeuwwisseling waren er tevens een spaarbank en een zuivelcoöperatie aanwezig.
Mou beschikt over faciliteiten als een kinderdagverblijf en een gemeentelijke school. In 1935 is de sportvereniging opgericht, en in 1965 volgde de bouw van een sporthal.